# Aleksandr Budyka
Aleksandr Dmitrijewicz Budyka (ros. Александр Дмитриевич Будыка, ur. 19 września 1927 w Rostowie nad Donem, zm. 17 listopada 2001 w Moskwie) – radziecki działacz państwowy i partyjny narodowości greckiej.

## Życiorys
Od 1949 w WKP(b), 1953 ukończył Rostowski Instytut Budowy Maszyn Rolniczych, później został kandydatem nauk ekonomicznych, od 1953 był pracownikiem gospodarki i funkcjonariuszem partyjnym w Kraju Stawropolskim. W latach 1971–1980 zastępca przewodniczącego Komitetu Wykonawczego Stawropolskiej Rady Krajowej, 1980-1987 zastępca i I zastępca kierownika Wydziału Rolnego KC KPZR. W 1987 I zastępca kierownika Wydziału Gospodarki Rolnej i Przemysłu Spożywczego KC KPZR, 1986-1990 zastępca członka KC KPZR, 1987-1989 minister produktów zbożowych ZSRR, następnie na emeryturze. Deputowany do Rady Najwyższej ZSRR 11 kadencji. Pochowany na Cmentarzu Trojekurowskim w Moskwie.